# Rogowniczkowate
Rogowniczkowate (Onygenaceae E. Fisch.) – rodzina grzybów z klasy Eurotiomycetes.

## Systematyka
Pozycja w klasyfikacji według Index Fungorum: Onygenaceae, Onygenales, Eurotiomycetidae, Eurotiomycetes, Pezizomycotina, Ascomycota, Fungi.
Takson utworzył w 1897 roku Eduard Fischer. Typem nomenklatorycznym jest Onygena Pers. Według klasyfikacji Index Fungorum bazującej na Dictionary of the Fungi do Onygenaceae należy ponad 30 rodzajów. Niektóre z nich.
- Aphanoascus Zukal 1890
- Coccidioides C.W. Stiles 1896
- Onygena Pers. 1800 – rogowniczka
- Ophidiomyces Sigler, Hambl. & Paré 2013

Nazwy polskie według B. Gumińskiej i W. Wojewody.